# Hassan Bahara
Hassan Bahara (Teroua n’Aït Izou, 1978) is een Nederlands-Marokkaanse schrijver. In 2006 werd zijn debuutroman Een verhaal uit de stad Damsko gepubliceerd. Het jaar erop werd het boek genomineerd voor de Selexyz Debuutprijs 2007. Onder twee verschillende pseudoniemen won hij tweemaal de El Hizjra-Literatuurprijs. Bahara was gastredacteur bij het literair-satirische weekblad Propria Cures. Eerder schreef hij columns voor NRC Handelsblad. Inmiddels is hij columnist bij de Volkskrant.

## Een verhaal uit de stad Damsko
De roman beschrijft de eigentijdse jongerencultuur in de achterstandswijken van Damsko, de Sranantongo benaming voor Amsterdam. Op het eerste gezicht lijkt het redelijk goed te gaan met de zeventienjarige hoofdpersoon Kader: hij zit in vier havo, heeft een leuke vriendin, een baantje bij een supermarkt en luistert met zijn vrienden naar de muziek van Tupac. Maar Kader zit niet lekker in zijn vel en langzaamaan gaat het de verkeerde kant op. Hij blowt en spijbelt, maakt ruzie met zijn vriendin, wordt ontslagen door zijn chef, en eet antidepressiva alsof het snoepjes zijn. Kader heeft weinig houvast in zijn bestaan, noch van zijn vrienden, noch van zijn familie. Van huis uit hoeft hij weinig steun te verwachten, Kader komt uit een migrantengezin waar gevoelsarmoede overheerst. Zijn vader speelt de rol van grote afwezige en zijn moeder loopt de deur bij de huisarts plat. Kader is onmachtig te communiceren over de doelloosheid en leegte die hij voelt, waardoor hij vervreemdt van zijn omgeving. Onder invloed van een criminele vriend gaat het van kwaad tot erger met Kader en uiteindelijk barst de bom.
De recensenten die Een verhaal uit de stad Damsko bespraken, trokken opvallend vaak de vergelijking met Gerard Reve's klassieker De avonden: "De thematiek van het verhaal doet denken aan De avonden van Gerard Reve in een eigentijds jasje. In Reve’s meesterwerk staat de naoorlogse leegheid en bestemmingsloosheid van het leven centraal. Deze bestemmingsloosheid en leegte, hetzij anno 2006, is ook het thema dat naar voren komt in Een verhaal uit de stad Damsko. Kader ligt op bed, hij hangt rond met zijn vrienden, blowt, drinkt en speelt computerspelletjes. Hij heeft geen begeleiding en geen doel."
Het debuut schetst een somber beeld van de leefwereld van allochtone jongeren in Amsterdam. Over de thematiek in zijn werk zegt Bahara: "Mijn culturele achtergrond en die van mijn personages heeft alles te maken met het soort literatuur dat ik op dit moment in mijn leven wil schrijven. Ik schrijf over de dingen die mij obsederen, zoals elke schrijver dat doet, en een van die dingen is de moeilijkheid die ontstaat als jongeren van de tweede generatie allochtonen zich bevinden op het breukvlak tussen twee culturen. Ik probeer dit gegeven van binnenuit te beschrijven en op een kleine, individuele schaal."

## Werk
- Een verhaal uit de stad Damsko uitgeverij Van Gennep 2006
- Ik, Driss samen met Asis Aynan, onder het pseudoniem Driss Tafersiti, Atlas uitgeverij, 2010, eerder verschenen als feuilleton in de NRC

## Persoonlijk leven
Bahara werd geboren in Zuid-Marokko en groeide op in Amsterdam Nieuw-West. Hij groeide op als moslim, maar heeft het geloof verlaten. Hij is atheïst en bekritiseert de islam.